# La Lupa

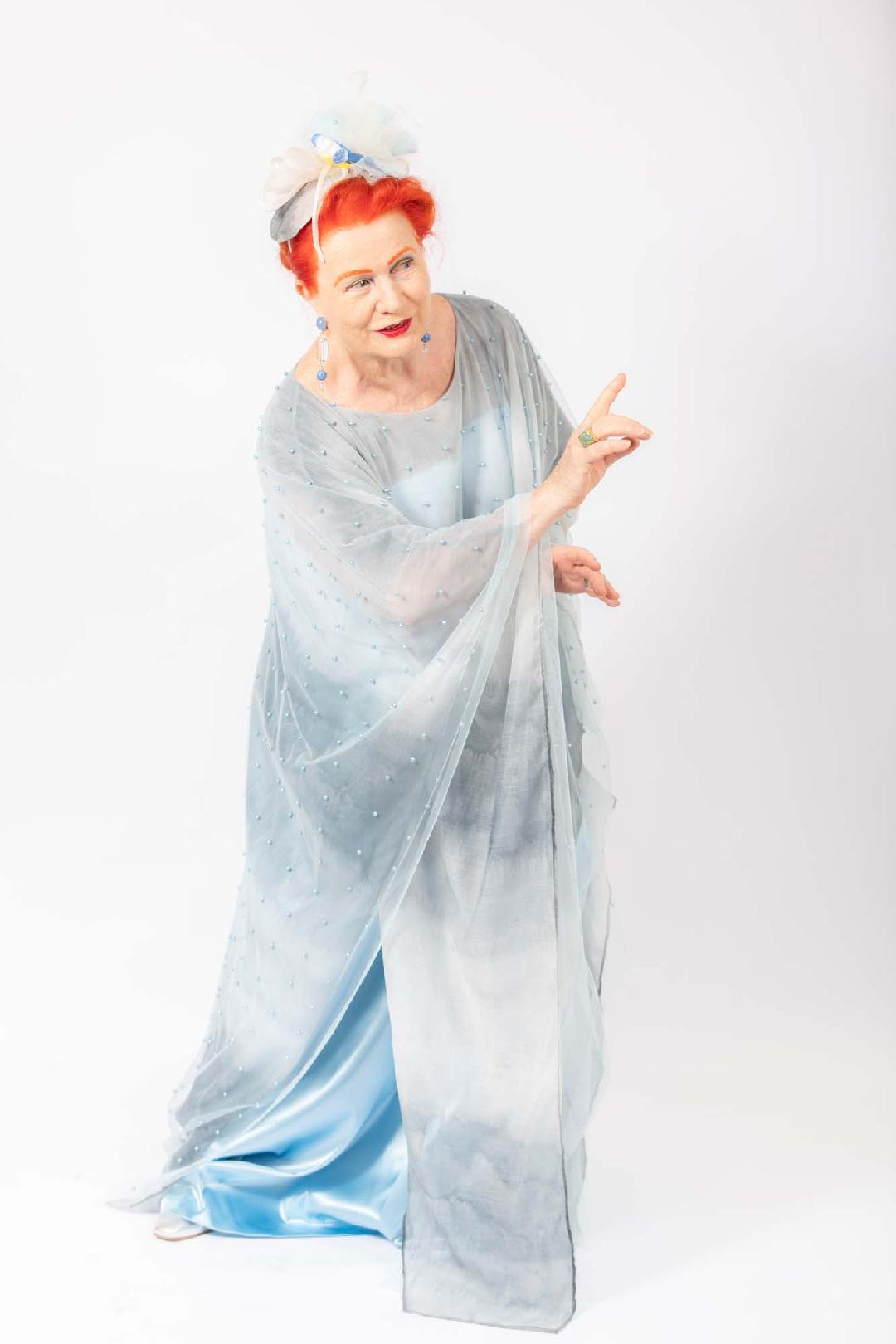
La Lupa

La Lupa (geb. 9. Februar 1947 als Maryli Maura Marconi) ist eine Schweizer Sängerin und darstellende Künstlerin. Sie ist im Alpenraum für ihre Live-Auftritte bekannt, die Elemente wie italienische Volkslieder, Klassische Musik, Poesie und dialektale Mottos miteinander verweben. Sie ist dabei lebhaft gekleidet.

## Biografie

### Leben
La Lupa wurde als Maryli Maura Marconi im Onsernonetal im Kanton Tessin geboren. Als Teenager erhielt sie den Namen La Lupa («die Wölfin», it.), den sie als Künstlernamen behielt. Mit 20 Jahren ging sie nach Zürich, wo sie bis heute lebt.

### Karriere
Ihren ersten öffentlichen Auftritt hatte sie 1980 mit der Hauptrolle im Open-Air-Stück Der Suppatai mit dem Singer-Songwriter Walter Lietha am Arcas-Platz in Chur. Seitdem hat sie viele Soloprogramme produziert, oft präsentiert in Zürcher Räumen wie im Theater Stok, Grossmünster, Kunsthaus.
Ihre Produktionen und Audioaufnahmen umfassen unter anderem musikalische Interpretationen von Dichtern wie Dante Alighieri, Kahlil Gibran, Guillaume Apollinaire, Angelo Poliziano, Rabindranath Tagore, Hildegard von Bingen, Pablo Neruda, Federico Garcia Lorca, Francesco Petrarca, Salvatore Quasimodo, Friedrich Schiller, Biagio Marin, Fernando Pessoa usw.
Bei einer USA-Tournee im Jahr 1993 trat sie in New York und Washington auf. Zudem hatte sie Auftritte in Stockholm, Paris, Kiew, Napoli, Venedig, Kairo, Amsterdam. In Sevilla trat sie 1992 an der EXPO´92 auf.

## Mediale Rezeption
Ihr künstlerisches Profil findet in den Schweizer Medien breite Beachtung. Ein Dokumentarfilm über ihr Leben unter der Regie von Lucienne Lanaz wurde im Jahr 1999 veröffentlicht. Interviews mit der Künstlerin der Neuen Zürcher Zeitung (2018) und der Rundfunkanstalt Italiens (2021) sind online verfügbar.

## Werke

### Projekte
- 1981: DER SUPPASTEI, weibliche Hauptrolle in dieser Volksoper; Chur
- 1981: LA LUPA CON MALIZIA E PASSIONE, mit Instrumentalensemble. Musik: Fortunat Frölich
- 1982: MAGGIO - auf dem Zürichsee, veranstaltet von der Präsidialabteilung der Stadt Zürich, inszeniert von Rosina Kuhn, Musik von Walther Giger
- 1982: LA LUPA CANTA BUSCAGLIONE, mit Jazzensemble
- 1982: LA GENTE E LE SUE STORIE, mit Instrumentalensemble
- 1983: MA LA VITA, mit Instrumentalensemble
- 1984: CAMMINO E CANTO, mit Instrumentalensemble
- 1986: L'AMOR CHE SI CONSUMA, mit Instrumentalensemble
- 1986: LORELAY, LORELAY, LORELAY, Musical von Anne Cuneo für die Stimme von La Lupa
- 1987: PASSEGGIATA TRA GLI ANNI 20 E GLI ANNI 50, mit Instrumentalensemble
- 1988: NINNA NANNA, Schlaflieder mit Nikola Weisse, Urs Senn, Viola (Wiederaufnahme 1998)
- 1988: ANNATA LUCULLO - MUSICALE LUPURZIANA (6 Jahreszeiten – inszeniertes Essen mit Urzli Senn)
- Seit 1989: LAMENTI, aus dem St. Petersturm und Grossmünsterturm, Zürich: Sie sang diese Lamenti (Klagelieder) von der Pestzeit aus Venedig während 20 Jahren, um während der Tage vor Karfreitag an den Tod zu erinnern.
- 1989: CUORI, PICCHE E FIORI, mit U. Senn, F. Frölich, H. Hassler
- 1990: Buch «LIEDER DER WÖLFIN / CANTA LA LUPA» von Carlo Bernasconi (Schweiz. Verlagshaus)
- 1991: AD OCCHI SPERTI SOGNO... mit Urzli Senn, Fortunat Frölich, Hans Hassler
- 1992: LE QUATTRO STAGIONI, Konzertzyklus mit dem Bündner Kammerorchester, Solistin
- 1993: LA GIRA LA RÖDA - GRAZIE ALLA VITA, mit Urzli Senn, Fortunat Frölich, Franco Mettler
- 1994: CANTO ALLA LUNA, mit Irene Schweizer
- 1995: L’ODORE DI LIBERTA, mit Fortunat Frölich, Fabian Müller
- 1997: SPECCHIO DELLA MIE BRAME mit Fortunat Frölich, Fabian Müller
- 1997: CON TENERA FOLLIA / MIT ZÄRTLICHEM WAHNSINN, Gedichte von Alberto Nessi, mit Roger Girod
- 1999: VOLO E MI RICORDO - solo
- 2001: AMOR CHE NELLA MENTE MI RAGIONA, mit Fabian Müller, Violoncello, Harry Kinross White, Saxofon, Regie Michael Ratynski
- 2003: EFFIMERO IL TEMPO, mit Harry White, Arrangements / Kompositionen Walther Giger, Regie Michael Ratynski
- 2004: DUM VACAT/SOLANGE ZEIT BLEIBT, Gedichte von Fabio Pusterla, mit Roger Girod
- 2004: GLÜCKLICHE TAGE, von Samuel Beckett, Regie Thomas Hostettler
- 2006: ORPHEUS IN DER UNTERWELT, Monolog von Gabrielle Alioth. Produzentin: Margrit Raguth
- 2006 CHE FORTUNA ESSERE FELICI, mit Harry White Saxofon, Kompositionen/Arrangements: Walther Giger, Regie Michael Ratynski
- 2008:
  - SUONATE CAMPANE mit Walther Giger, Gitarre und Arrangements, Regie Michael Ratynski
  - Aufführungen von ORPHEUS IN DER UNTERWELT im Gipsbergwerk in Schleitheim
- 2009:
  - DAS KIND, Monolog von Margrith Raguth, Regie Michael Ratynski
  - FotoProjekt: La Lupa da Biondi - Idee: La Lupa, Fotos Barbara Graf Horka
- 2010: MATER, Gitarre/Arrangements Walther Giger, Regie Michael Ratynski
- 2013:  COLORI - i canti del mondo, mit Hieronymus Schädler, Flöte, Regie Michael Ratynski
- 2015: ARS AMANDI - Die Kunst des Liebens, von Ovid, mit Hieronymus Schädler, Flöte, Regie Erica Hänssler
- 2017: MONDO MIO! - Die Welt, die meine! Mit Hieronymus Schädler, Flöte, Regie Michael Ratynski
- 2019: VOLO E MI RICORDO - Solo, Regie Eric Rohner
- 2023: SOGNI D'ACQUA - Solo

### Aufnahmen (Auswahl)
- Con malizia e passione (LP, Album); Folk, Welt, & Country;  Zytglogge, ZYT 240, 1982.[7]
- Cammino e Canto (LP); Jazz, Rock, Pop,  Contrabass - Fumio Shirato, Saxophone, Flute - Mario Giovanoli, Flöte, Urs Walker, Geige - La Lupa; Zytglogge, ZYT 250, 1984.[7]
- L’Amor che si consuma (LP, CD); Folk, Welt, & Country; Cello - Fortunat Frölich, Viola Urzli Senn, Clarinet/Accordion - Hans Hassler, Vokals - La Lupa; Zytglogge, ZYT 265, 1988.[7]
- Poesie e canzoni (CD, Album); Folk, Welt, & Country, Viola - Urzli Senn, Vokals - La Lupa; Zytglogge, ZYT 4297, 1993.[7]
- La gira la röda - Grazie Alla vita, Folk, Welt, & Country, Viola-Urzli Senn, Violoncello-Fortunat Frölich, Vokals-La Lupa; (CD, Album), Zytglogge, ZYR 4540, 1995.[7]
- L’Odore di libertà (CD, Album), Folk, Welt, & Country; Cellos - Fabian Müller, Fortunat Frölich, Vokals – La Lupa; Jecklin Red Note, JC 106-2, 1996.[7]
- Amor (CD, Album);  Classical, Folk, Welt, & Country;  Saxophon - Harry Kinross White, Cello/arrangements - Fabian Müller, Vokals - La Lupa; MGB, CD 6188, 2002.[7]

## Film
- Lucienne Lanaz LA LUPA Grazie alla vita. Dokumentarfilm. 1999.[11]